# Larry Karush
Larry Karush (* 6. Oktober 1946; † 27. August 2013) war ein US-amerikanischer Pianist, Perkussionist (Tabla) und Komponist im Bereich des Modern Jazz und der Weltmusik.

## Leben und Wirken
Karush erwarb den Master of Arts an der  New York University. 1976 war er einer der vier Pianisten im Ensemble von Steve Reich (Music for 18 Musicians); er legte im selben Jahr Aufnahmen unter eigenem Namen vor. Im Laufe seiner Karriere arbeitete er u. a. mit den Jazzmusikern John Abercrombie, Jane Ira Bloom, Jay Clayton, Bennie Wallace und der Band Oregon, außerdem mit den Weltmusikern Kanai Dutta, Francisco Aguabella sowie mit Terry Riley. In den 1990er Jahren bildete er mit Glen Moore und Glen Velez das Improvisationstrio Mokave (zwei Alben 1991 und 1993). In den folgenden Jahren tourte er mit seinem Larry Karush Ensemble, dem Dave Carpenter (Bass), Kendall Key (Drums) und Joey DeLeon (Perkussion) angehörten. Im Bereich des Jazz war er zwischen 1976 und 1997 an 12 Aufnahmesessions beteiligt, außer den Genannten auch mit Eddie Daniels.
Daneben unterrichtete Karush als Artist in Residence und hielt Workshops in Komposition und Improvisation in New York City und Los Angeles, u. a. am Berklee College, am California Institute for the Arts, an der University of California (1991–94) und zuletzt am Occidental College in Los Angeles. Er starb im August 2013 an den Folgen einer Leberkrebserkrankung.

## Preise und Auszeichnungen
Karush erhielt Stipendien und Preise der New York Foundation for the Arts, der National Endowment for the Arts, von Meet the Composer, des California Arts Council und der City of Los Angeles. Er war Stipendiat des Guggenheim Fellowship in Komposition; 2008 war er für den Herb Alpert Foundation Prize in Music nominiert.

## Diskographische Hinweise
- Art of the Improviser (1976, wiederveröffentlicht auf Naxos)
- Larry Karush / Glen Moore (JAPO, 1976)
- Mokave, Vol. 1 (AudioQuest Music, 1991)
- Mokave, Vol. 2 (AudioQuest Music, 1993)
- Afrique (AudioQuest Music, 1994)
- Piano Crossroads (Music of the World/Nomad, 1994)